# 윤태영 (교수)
윤태영(1974~)은 대한민국의 생물학자이자, 교수이다. 현재 서울대학교 자연과학대학 생명과학부 교수직을 맡고 있다.

## 학력
윤태영 교수는 1994년에 서울대학교에 입학하여 전기전자제어공학을 학사를 1998년에 마치고 2000년까지 전기공학 석사를 마치고 바로 2004년에 서울대학교 전기공학 박사학위를 졸업하였다.

## 경력
- 2021-현재: 과학기술정보통신부 한국연구재단 리더연구사업 연구단장
- 2020-현재: 서울대학교 생명과학부 교수
- 2017–2020: 서울대학교 생명과학부 부교수
- 2016-2017: 연세대학교 Yonsei-IBS 과학원
- 2014-2016: 한국과학기술원 물리학과 영년직 부교수
- 2011-2020: 한국연구재단 미래창조과학부 창의적연구진흥사업 연구단장
- 2010-2014: 한국과학기술원 물리학과 부교수
- 2007-2010: 한국과학기술원 물리학과 조교수
- 2006-2007: 어바나-샴페인 소재 일리노이 주립대학 하워드 휴즈 의학 연구소 박사후연구원
- 2005-2006: 어바나-샴페인 소재 일리노이 주립대학 물리학과 박사후연구원
- 2004-2005: 서울대학교 반도체 공동 연구소 박사후연구원[2]

## 수상 이력
- 2022: 서울대학교 학술연구교육상[3]
- 2021: 리더연구과제 책임자 선정 (단백질 단분자 연구단)
- 2020: 국가연구개발 우수성과 100선[4]
- 2017: 경암상 (경암교육문화재단)[5]
- 2017: 이달의 과학자 과학기술인상 (미래창조과학부)[6]
- 2016: 한국을 빛낼 젊은 과학자 30인 (포항공대 개교 30주년 기념)[7]
- 2015: 제2회 FILA 기초과학상 (한국과학기술한림원)[8]
- 2015: Blue Ribbon Lecture (한국분자세포생물학회)[9]
- 2013: 연구책임자 선정 (삼성미래기술육성재단)[10]
- 2013: 자연과학대학 통계물리학 우수강의 교원 (한국과학기술원)
- 2012: 자연과학대학 우수연구 교원 (한국과학기술원)
- 2011: 16개 범부처 국가연구개발 우수성과 100선 TOP5 선정 기초연구부문 최우수성과 (한국연구재단)[11]
- 2011: 교육과학기술부 선정 기초연구 우수성과 50선 (한국연구재단)[12]
- 2011: 이달의 과학기술인 상 (대전광역시)[13]
- 2011: 학술상, 한국과학기술원 개교 40주년 기념[14]